# Jean-Hugues Berrou
Pour les articles homonymes, voir Berrou.
 (juillet 2019).
Si vous disposez d'ouvrages ou d'articles de référence ou si vous connaissez des sites web de qualité traitant du thème abordé ici, merci de compléter l'article en donnant les références utiles à sa vérifiabilité et en les liant à la section « Notes et références ».
 (juillet 2019).
 (juillet 2019).
Jean-Hugues Berrou, né le 10 juin 1966, est un photographe, réalisateur et auteur français.

## Biographie
Après des études de Lettres Modernes à l'Université de Rennes 2, qu'il finance par la rédaction de piges pour le quotidien Ouest France, Jean-Hugues Berrou s'autodéclare photographe en 1988 et part pour un voyage de deux années au Maghreb et en Afrique de l'Ouest. 
Son parcours se construit autour de ses nombreux voyages, et d'un travail d'auteur où il associe textes et images. En 1989, engagé par Alpha Oumar Konaré, il entre à la rédaction du quotidien d'opposition Les Échos (Mali). De retour en France, il est photographe dans le quartier de la Goutte-d'Or à Paris (1992), enseigne le français dans un lycée professionnel du Val-d'Oise (1993-94), devient photographe à La Contemporaine, puis entre comme journaliste au service photo du quotidien L'Humanité (1999-2001). 
En 2000, il part sur les traces d'Arthur Rimbaud dans la ville d'Aden au Yemen, puis poursuit cette recherche en Afrique et en Europe, ce qui donnera lieu à plusieurs albums de photographies publiés aux Éditions Fayard, avec la collaboration du biographe Jean-Jacques Lefrère et le collectionneur Pierre Leroy. En résidence d'artiste à la Maison Rimbaud de Charleville-Mézières, il réalise un premier documentaire, Praline® (2006), portraits de personnages croisés dans la rue, tous inspirés par le poète. 
Son travail sur Che Guevara porte sur le "devenir image" du personnage. Il enquête sur les deux dernières années (1965-67) de la vie du guérillero, qui échoue à construire des mouvements révolutionnaires d'abord au Congo, puis en Bolivie. Il réalise le documentaire Che Guevara, la fabrique d'une icône en 2014.
En 2011 au Laos, à l'occasion d'un portrait vidéo de Marc Dufumier, l'agronome et chercheur lui fait découvrir une autre lecture possible du paysage. Cette première rencontre provoquera le désir de poursuivre sur les questions du vivant et de l'environnement, qui le mèneront à travailler dix années à AgroParisTech, comme chargé de mission sciences et sociétés.

## Réalisations
- Praline (2006)[1], film documentaire (HDcam, 49 min), festival Cinéma du réel 2007.
- Ogaden (2014), court métrage de fiction, production GREC (25 min)[2] tourné en Éthiopie et interprété par Denis Lavant. Projection Cinémathèque française, 2017
- Che Guevara : la fabrique d'une icône (2014)[3] documentaire (XDcam, 53 min) produit par Delphine Morel (TS Productions), diffusé par Public Sénat, Al Jazeera, Toute l'Histoire, Radio Télévision Suisse et Télé Québec. Nommé au festival international du film documentaire de Doha 2015.

Documentaires sur des questions du vivant et de l'environnement, pour l'école AgroParisTech :
- Se nourrir, au Laos avec Marc Dufumier (2011)[4] sur les échanges internationaux de denrées alimentaires.
- Des Cultures et des villes (2013)[5], sur différentes expériences d'agriculture urbaine à travers le monde. Sélection Festival du film de chercheur, 2014.
- Étant donné que l'homme est un animal (2015)[6] ; sur les rapports entre humains et animaux.

## Livres de photographies
Textes et images :
- Che Images (Fayard, 2003)[7], enquête iconographique au Congo, en Bolivie et à Cuba. Ou comment Ernesto Che Guevara est devenu une image. Avec Jean-Jacques Lefrère.
- Jusqu'à Sakhaline (éditions de l'An 2, 2005 ; puis Futuropolis, 2010)[8] avec le dessinateur Pascal Rabaté, récit de voyage jusqu'à l'île de Sakhaline, aux confins de la Sibérie, accompagné par la mémoire d'Anton Tchekhov.

Trois albums de photographies autour des voyages d'Arthur Rimbaud , avec des textes de Jean-Jacques Lefrère et Pierre Leroy :
- Rimbaud à Aden (Fayard, 2001)[9]. Exposition à la galerie Durand-Dessert
- Rimbaud au Harar (Fayard 2002)[10]. Projection Maison Européenne de la Photographie (MEP, Paris).
- Rimbaud ailleurs (Fayard 2004)[11]

## Journalisme et enseignement
- Atelier artistique mené à SciencesPo Paris depuis 2013 (Esthétique de la révolte puis Filmer la "nature" en ville).
- Chronique pour la NRF (2007-08), Photographie et Littérature.
- Journaliste éditeur photo pour le journal Le Monde (2006/08), pour l'Humanité (1999/2001).
- Collaborations à Libération (portraits photo), France Culture et Arte Radio (créations radiophoniques)[12].
- Ateliers artistiques pour le mac/val à la prison de Fresne et en hôpital psychiatrique, workshops pour différentes Écoles des Beaux-Arts